# (5550) 1981 UB1
(5550) 1981 UB1 là vành đai tiểu hành tinh. Nó được phát hiện bởi Laurence G. Taff ở Socorro, New Mexico, ngày 30 tháng 10 năm 1981.